# Sootaga
Sootaga este o arie protejată (arie specială de conservare — SAC, sit de importanță comunitară — SCI) din Estonia întinsă pe o suprafață de 59,4 ha, integral pe uscat.

## Localizare
Centrul sitului Sootaga este situat la coordonatele 58°28′56″N 26°44′00″E / 58.4823°N 26.7332°E.

## Înființare
Situl Sootaga a fost declarat sit de importanță comunitară în aprilie 2004 pentru a proteja 1 specie de plante. Situl a fost protejat și ca arie specială de conservare în ianuarie 2006.

## Biodiversitate
Situată în ecoregiunea boreală, aria protejată nu include niciun habitat protejat.
La baza desemnării sitului se află o specie protejată de  plante: papucul doamnei (Cypripedium calceolus).